# Cissampelos fasciculata
Cissampelos fasciculata là một loài thực vật có hoa trong họ Biển bức cát. Loài này được Benth. mô tả khoa học đầu tiên năm 1843.